# Eudactylopus latipes
Eudactylopus latipes is een eenoogkreeftjessoort uit de familie van de Thalestridae. De wetenschappelijke naam van de soort is voor het eerst geldig gepubliceerd in 1893 door Scott T..